# Universidad Politécnica José Félix Ribas
La Universidad Politécnica Territorial José Félix Ribas antiguamente IUTEBA y Universidad Santa Inés es una universidad de carácter público que nace en el año 2001 (IUTEBA) y 2005 (Santa Inés) como universidad privada asociación civil Santa Inés con la oferta de 6 carreras para el área de pregrado a su vez evoluciona pujantemente con la firma de múltiples convenios con instituciones públicas y privadas para el beneficio de la comunidad estudiantil que allí se prepara. Es por ello que se decidió para el año 2006 implementar otro cuantioso número de carreras pero esta vez para el área de pregrado, 
postgrado, y doctorados, dando como resultado una gran aceptación en la población barinesa y sus adyacencias; pero por una normativa de la propia institución y con aceptación del Ministerio de Educación Superior se decide suspender para mayo de 2007, estas últimas ofertas académicas ya que no se contaba con una última reglamentación para su debido proceso; a través de esto diversos sectores quisieron hacer de esta noble universidad un ícono de despretigio, pero fue gracias a sus alumnos principalmente y a sus autoridades académicas que no se logró dicho cometido y la universidad quedó impartiendo en sus aulas de clases sólo las primeras seis carreras con que nació, mientras se espera dar el visto bueno por parte del Ejecutivo Nacional a las ofertas académicas objetadas.

## Su Sede
La Universidad cuenta actualmente con sus propias sedes (Barinas - Barinitas - Socopo), siendo de gran interés ya que en tan poco tiempo se ha preocupado porque sus alumnos vean clases en aulas cómodas y a la altura de cualquier universidad nacional, dentro de este proyecto arquitectónico se cuenta con un primer edificiocon 32 aulas y 4 laboratorios como primera etapa, y se aspira desarrollar una espectacular edificación para la sede del rectorado con un impresionante edificio de locales comerciales, una pasarela que atravesará la avenida que tiene en su frente para la comunicación con lo que era la segunda etapa donde se contara entre otras cosas, con canchas deportivas, aulas de clases, estacionamiento y una impresionante aula magna digna de cualquier universidad pública.

## Facultades y Carreras

### Facultad de Humanidades y Educación
En ella se imparte la carrera de Educación mención Inglés. Esta Facultad se encuentra en la primera planta del edificio de la Universidad Santa Inés, ubicado en la Av. Industrial diagonal al Ipasme Barinas. Contando en un futuro con un canal de televisión propio de la universidad, para sus estudiantes

### Facultad de Ciencias Jurídicas y Políticas
Cuenta con un fuerte, ya que está presidida por el Dr. Juan Pedro Mahuad Prieto como Decano, hombre dedicado a la vida de tribunales habiendo sido Consultor jurídico y Juez principalmente; esta facultad cuenta con una sala de juicios exclusiva para los estudiantes de Derecho, por ser la única carrera perteneciente a esta facultad que la universidad imparte, y se encuentra ubicada en la planta baja del Edificio de la Universidad.

### Facultad de Ciencias Económicas y Sociales
Conocida también como FACES por sus siglas, dicta la carrera de Contaduría Pública, compartiendo funciones con la Escuela de Comunicación Social para la licenciatura de Comunicador Social; esta facultad se encuentra ubicada en la primera planta del edificio de la universidad.

### Facultad de Ingeniería
Las carreras de Ingeniería de Sistemas, Ingeniería Industrial, Ingeniería Eléctrica, Ingeniería en Construcción Civil, Ingeniería Agroalimentaria e Ingeniería Mecánica son el blanco de esta facultad de la universidad, cuenta con laboratorios propios para la práctica de sus alumnos y sobre todo excelentes profesionales del área para impartir conocimientos.

### Expropiación
Problemas con la legalidad de la universidad con respecto al decreto de funcionamiento de dicha universidad dio motivos al estado venezolano para iniciar un proceso administrativo que finalmente concluiría con la expropiación de dicha universidad.
Desde que la Universidad inicio sus actividades un grupo muy reducido de estudiantes tratan recurrentemente de hacer que las autoridades de la universidad se pronunciaran respecto al estatus de la universidad, logrando consigo la expulsión de varios estudiantes y abandono voluntario por parte de otros sin llegar a ningún tipo de acuerdo.
En vista a pronunciamiento por parte de autoridades del estado venezolano de que la universidad posiblemente fuese expropiada se inicia otra campaña por parte de la mayoría del estudiantado argumentando el respeto al derecho de propiedad sobre la base de la constitución más que todo, y por el posible deterioro en cuanto el nivel educativo y de las instalaciones una vez que pasara en manos del estado
Finalmente luego de semanas de incontables luchas según la gaceta oficial 39420 la universidad pasa a manos del estado terminando consigo rumores infundados de la suspensión definitiva de las clases.
- Datos: Q6156679